# Chilón
La città di Chilón è a capo dell'omonimo comune, nello stato del Chiapas, Messico. Conta 6 367 abitanti secondo le stime del censimento del 2005 e le sue coordinate sono 17°06'N 92°16'W.

Dal 1983, in seguito alla divisione del Sistema de Planeación, è ubicata nella regione economica VI: SELVA.